# Élise Thiébaut

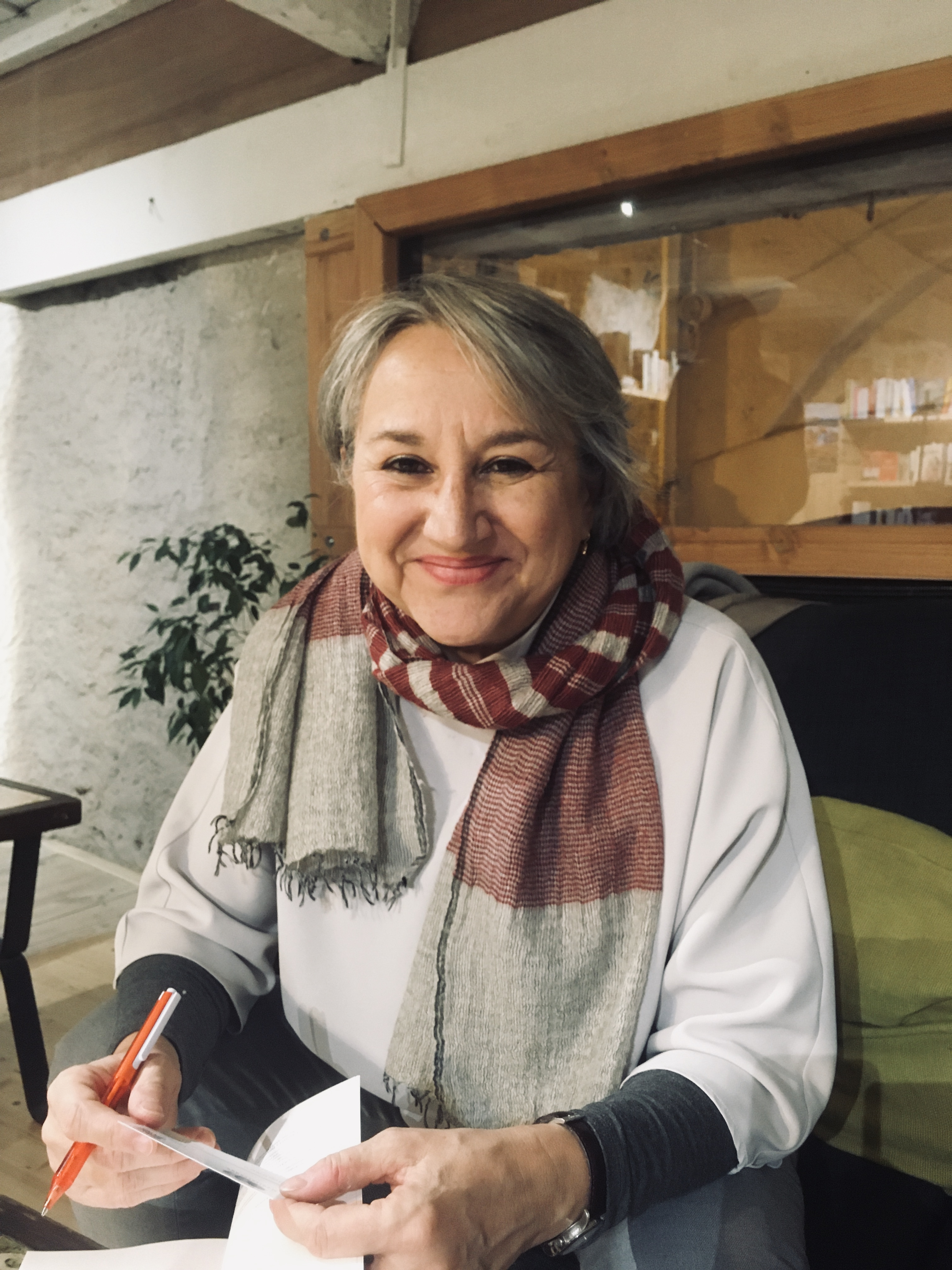
Élise Thiébaut (2019)

Élise Thiébaut (geboren am 12. März 1962 in Marseille) ist eine französische Autorin, Journalistin und Feministin.

## Leben und Wirken
Élise Thiébaut hat Novellen, Essays und Sachbücher verfasst. Sie beschäftigt sich vor allem mit der gesellschaftlichen Stellung und politischen Repräsentation von Frauen. Gemeinsam mit Agnès Boussuge schrieb sie mehrere Jugendbücher zu Frauen in der Politik, Gewalt in der Partnerschaft und Genitalverstümmelung. Als Journalistin schrieb sie für die Huffington Post und die feministische Zeitschrift Clara Magazine von Femmes solidaires.
2017 erschien ihr Buch Ceci est mon sang, petite histoire des règles, de celles qui les ont et de ceux qui les font („Dies ist mein Blut. Eine kleine Geschichte der Regeln – der Frauen, die sie haben, und der Männer, die sie machen“), das in zahlreiche Sprachen übersetzt wurde. Darin erzählt sie eine humorvolle Geschichte der Menstruation und betrachtet die damit verbundenen, bis heute wirksamen Tabus in Religion, Gesellschaft, Naturwissenschaft und Wirtschaft.
In ihrem 2019 erschienenen Buch Mes ancêtres les gauloises („Meine Vorfahren, die Gallierinnen“) entwirft Élise Thiébaut entlang der genealogischen Linie ihrer weiblichen Vorfahren eine Geschichte Frankreichs aus Frauensicht. Anlässlich der aktuellen Diskussion um den Erhalt einer „urfranzösischen“ Identität zeigt sie anhand ihrer eigenen Herkunft, dass von einer solchen Identität keine Rede sein kann, sondern die Geschichte ihrer Familie immer schon durch Migration, Sklavenhandel und Umweltzerstörung geprägt war.

### Ehrenamtliches Engagement
Thiébaut ist Mitglied im Verein Avocats sans frontières France (Anwälte ohne Grenzen) und hat sich dort für die Rettung von Amina Lawal eingesetzt.

## Bücher
- Mokhtar et le Noyer centenaire, mit Illustrationen von Philippe Lafond, Larousse, Paris 1983, ISBN 978-2-03-651206-1.
- Guide pratique de l'apocalypse, Éditions Quintette, 2000, ISBN 2-86850-083-8.
- Le Théâtre du feu, mit Thierry Nava und Christophe Berthonneau, Actes Sud, Arles 2002, ISBN 2-7427-3835-5.
- Le Pacte d'Awa : Pour en finir avec les mutilations sexuelles, mit Agnès Boussuge, Syros, Paris 2006, ISBN 2-7485-0416-X.
- Si j'étais présidente : Des femmes en politique, mit Agnès Boussuge, Syros, Paris 2007, ISBN 2-7485-0563-8.
- J'appelle pas ça de l'amour, mit Agnès Boussuge, Syros, Paris 2007, ISBN 2-7485-0566-2.
- Feux royaux à Versailles: la face cachée du soleil, mit Raphaël Masson, Actes Sud Beaux Arts, Hors collection, Arles 2008, ISBN 978-2-7427-7605-4.
- Ceci est mon sang, La Découverte, Paris 2017, ISBN 2-7071-9292-9.
- Les règles... quelle aventure! La ville brûle, Montreuil 2017, ISBN 2-36012-094-8.
- Les fantômes de l'Internationale, gemeinsam mit dem Zeichner Baudoin, La ville brûle, Montreuil 2019, ISBN 978-2-36012-111-3.
- Mes ancêtres les Gauloises. Une autobiographie de la France, La Découverte, Paris 2019, ISBN 978-2-348-03768-9.